# Thérèse Laloz
Thérèse Laloz, née le 15 octobre 1898 à Charleville et morte le 2 septembre 1925 à Boulogne-Billancourt, est une athlète française, spécialiste de la course de demi-fond et footballeuse internationale.

## Biographie

### Famille
Thérèse Henriette Laloz est la fille de Auguste Joseph Laloz, ajusteur, et de Virginie Laure Vallée.
Elle est l’aînée d'une famille de huit enfants.

### Carrière sportive
Thérèse Laloz commence l'athlétisme avec sa sœur jumelle Geneviève Laloz.
Lors des Championnats de France d'athlétisme 1920, elle remporte le titre national sur le 300 mètres. En août 1922, elle arrive 2e du 83 m haies devant sa sœur à la réunion internationale de Bruxelles. Cette même année, elle bat le record du monde du 100 yards haies,.
Également joueuse de football à l'En Avant, elle fait partie de l'Équipe de France féminine de football de 1920 à 1924, inscrivant notamment un but contre les Belges le 17 février 1924 à Schaerbeek et le 24 février 1924 à Paris.
En 1923, elle prend la troisième place des Championnats de France de cross-country.

### Vie privée
Thérèse Laloz épouse le 2 août 1924, à Boulogne sur Seine, René Charles Henri Juge, pédestrian du racing.
Elle meurt à son domicile à l'âge de 26 ans.

## Hommage
En juillet 1927, le Golf Club Féminin de Paris, créé par Thérèse Laloz organise, pour sa deuxième édition, une course de 80m en son honneur lors de la réunion d’athlétisme féminin au stade de la Porte Dorée.